# Templeux-la-Fosse
Templeux-la-Fosse és un municipi francès situat al departament del Somme i a la regió dels Alts de França. L'any 2007 tenia 155 habitants.

## Demografia

### Població

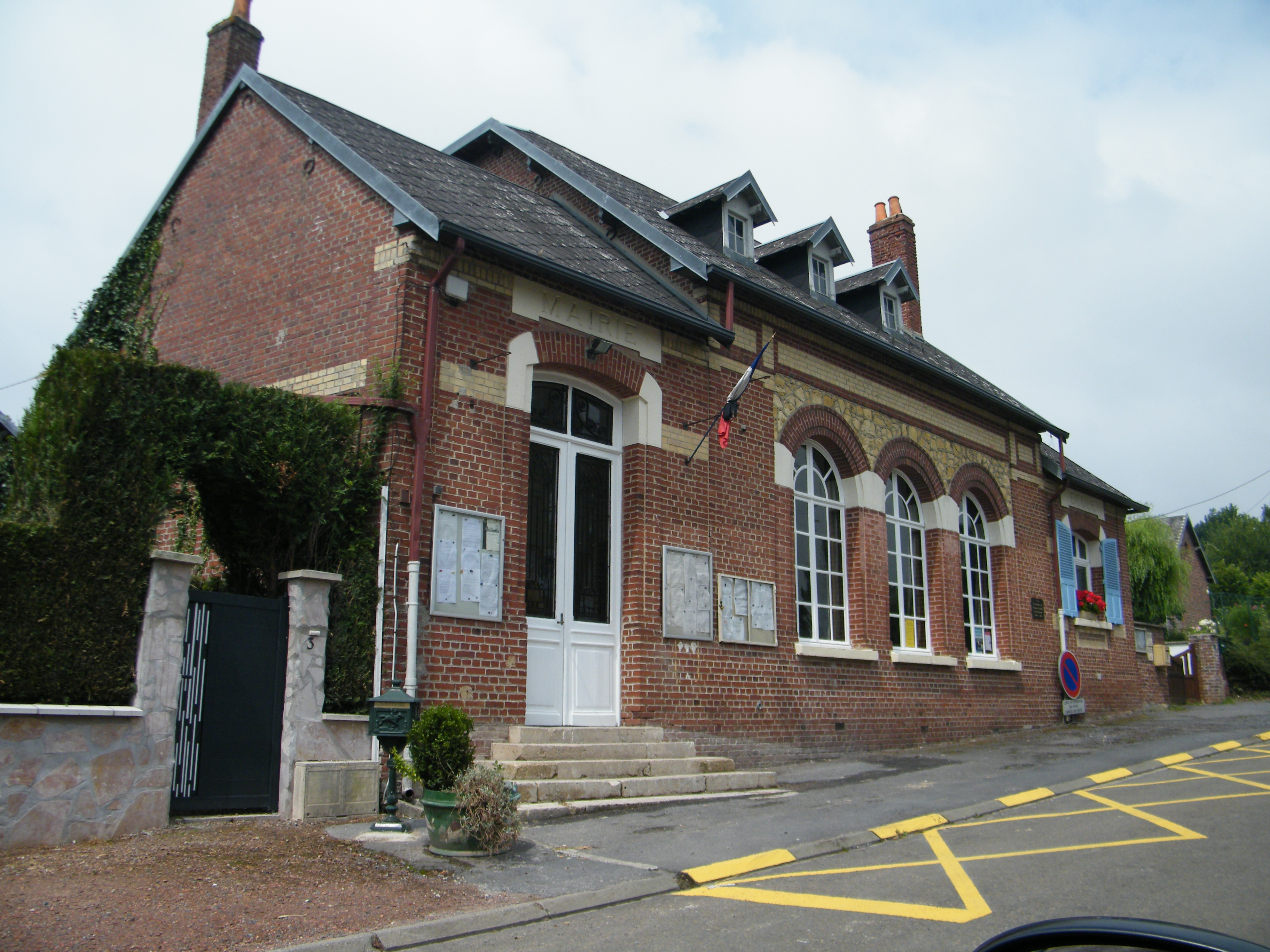

El 2007 la població de fet de Templeux-la-Fosse era de 155 persones. Hi havia 64 famílies de les quals 22 eren unipersonals (9 homes vivint sols i 13 dones vivint soles), 21 parelles sense fills, 17 parelles amb fills i 4 famílies monoparentals amb fills.
La població ha evolucionat segons el següent gràfic:
Habitants censats

### Habitatges

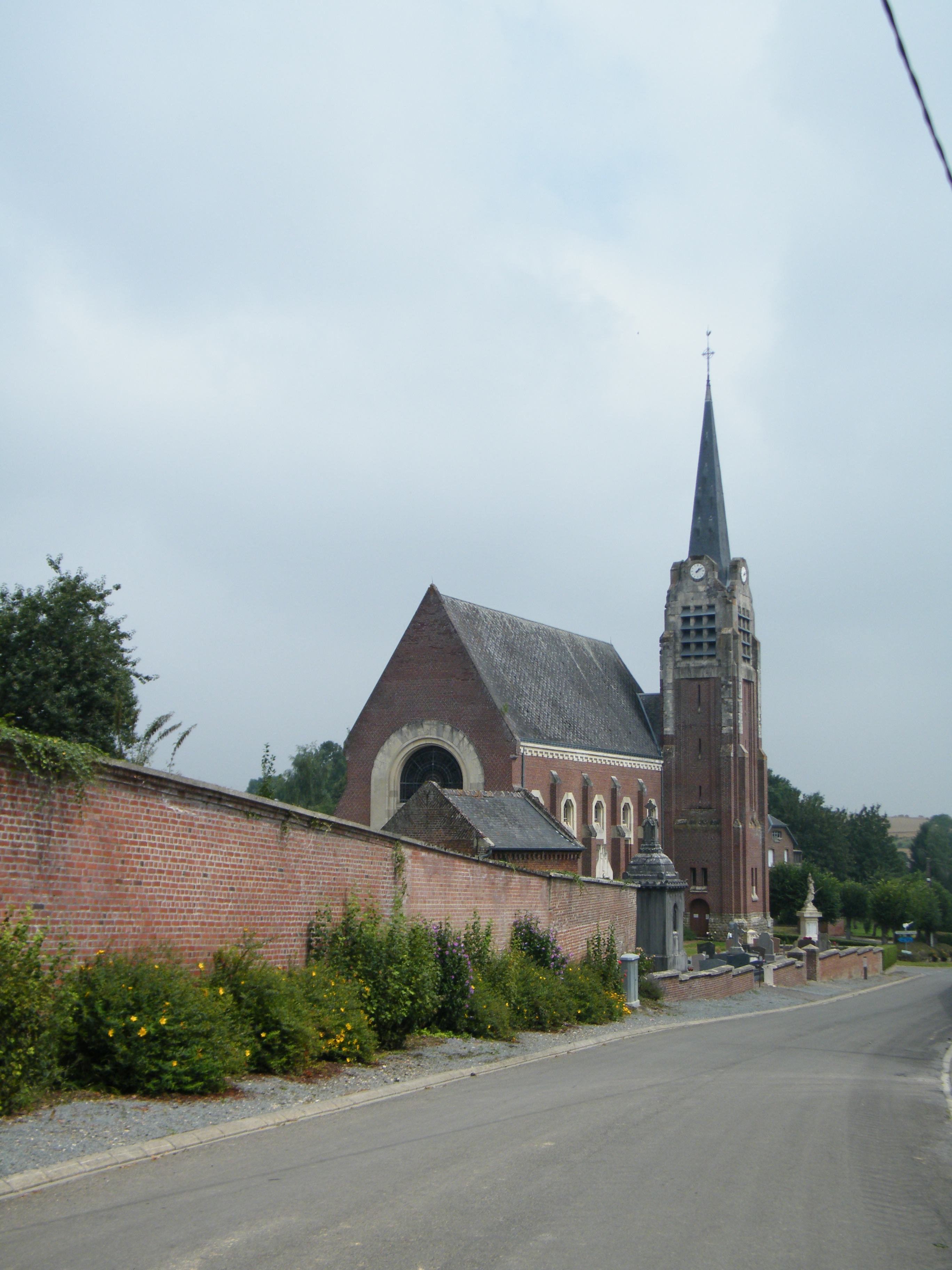

El 2007 hi havia 82 habitatges, 65 eren l'habitatge principal de la família, 6 eren segones residències i 10 estaven desocupats. 81 eren cases i 1 era un apartament. Dels 65 habitatges principals, 48 estaven ocupats pels seus propietaris, 16 estaven llogats i ocupats pels llogaters i 1 estava cedit a títol gratuït; 2 tenien dues cambres, 9 en tenien tres, 24 en tenien quatre i 31 en tenien cinc o més. 53 habitatges disposaven pel capbaix d'una plaça de pàrquing. A 30 habitatges hi havia un automòbil i a 20 n'hi havia dos o més.

### Piràmide de població
La piràmide de població per edats i sexe el 2009 era:
| Homes | Edats   | Dones |
| ----- | ------- | ----- |
| 0     | 95 o +  | 0     |
| 4     | 90 a 94 | 0     |
| 0     | 85 a 89 | 4     |
| 0     | 80 a 84 | 0     |
| 0     | 75 a 79 | 4     |
| 4     | 70 a 74 | 8     |
| 8     | 65 a 69 | 0     |
| 8     | 60 a 64 | 4     |
| 4     | 55 a 59 | 8     |
| 0     | 50 a 54 | 0     |
| 4     | 45 a 49 | 4     |
| 12    | 40 a 44 | 8     |
| 4     | 35 a 39 | 8     |
| 8     | 30 a 34 | 8     |
| 4     | 25 a 29 | 0     |
| 8     | 20 a 24 | 4     |
| 4     | 15 a 19 | 4     |
| 8     | 10 a 14 | 4     |
| 8     | 5 a 9   | 8     |
| 0     | 0 a 4   | 0     |

## Economia

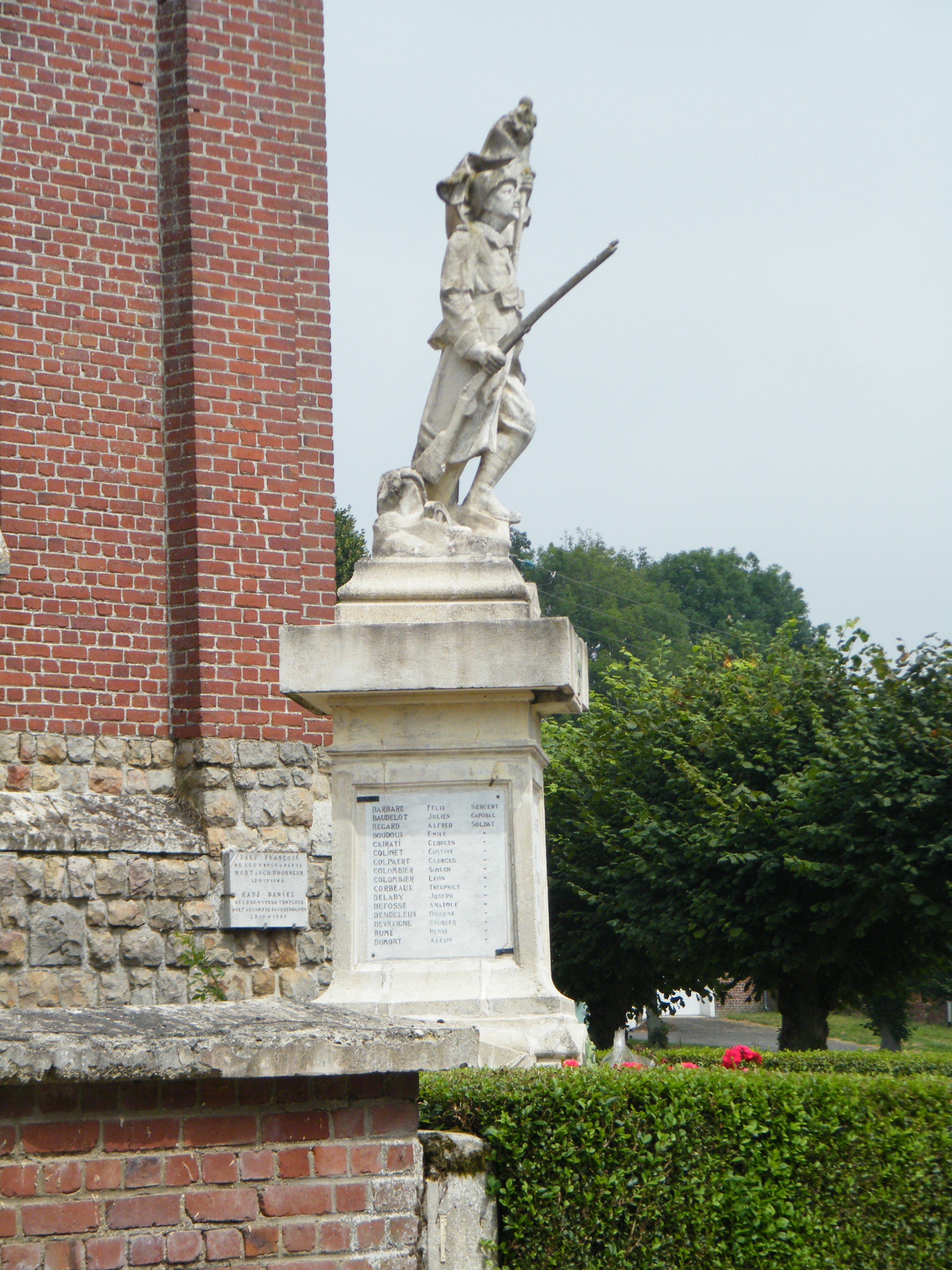

El 2007 la població en edat de treballar era de 90 persones, 61 eren actives i 29 eren inactives. De les 61 persones actives 55 estaven ocupades (26 homes i 29 dones) i 6 estaven aturades (3 homes i 3 dones). De les 29 persones inactives 6 estaven jubilades, 11 estaven estudiant i 12 estaven classificades com a «altres inactius».

### Ingressos
El 2009 a Templeux-la-Fosse hi havia 61 unitats fiscals que integraven 148 persones, la mediana anual d'ingressos fiscals per persona era de 15.506 €.

### Activitats econòmiques
Dels 3 establiments que hi havia el 2007, 1 era d'una empresa de construcció, 1 d'una empresa de transport i 1 d'una entitat de l'administració pública.
L'únic servei als particulars que hi havia el 2009 era un paleta.
L'any 2000 a Templeux-la-Fosse hi havia 3 explotacions agrícoles que ocupaven un total de 726 hectàrees.

## Equipaments sanitaris i escolars
El 2009 hi havia una escola elemental integrada dins d'un grup escolar amb les comunes properes formant una escola dispersa.

## Poblacions més properes
El següent diagrama mostra les poblacions més properes.